# 青空の破片
『青空の破片』（あおぞらのかけら）は、2007年9月12日に発売されたSOPHIAの34枚目のシングル。

## 解説
アルバム『2007』の先行シングルであり、エディット・ピアフの「愛の讃歌」のカバー。
TBS系ドラマ『ひまわり〜夏目雅子27年の生涯と母の愛〜』挿入歌。このシングルの収益の全てが、「夏目雅子ひまわり基金」および「夏目雅子ひまわり基金の推薦団体」に寄付された。
ミュージック・ビデオの総合監修・監督は松岡充によるものである。
SOPHIAとしては初の3形態での発売となった。

## 収録曲

### 初回限定盤A

#### CD
1. 青空の破片
作詞：松岡充、作曲：Margueritte Monnot
2. 青空の破片 -instrumental-

#### DVD
1. Music Video 『青空の破片』 〜二人の『雅子』〜

### 初回限定盤B

#### CD
1. 青空の破片
2. 青空の破片 -instrumental-

#### DVD
1. Music Video 『青空の破片』 〜singing of people & sophia

### 通常盤
1. 青空の破片
2. 青空の破片 -instrumental-

## 楽曲の収録アルバム
- ALL SINGLES「A」 (#1)